# 트라비스 윌링햄

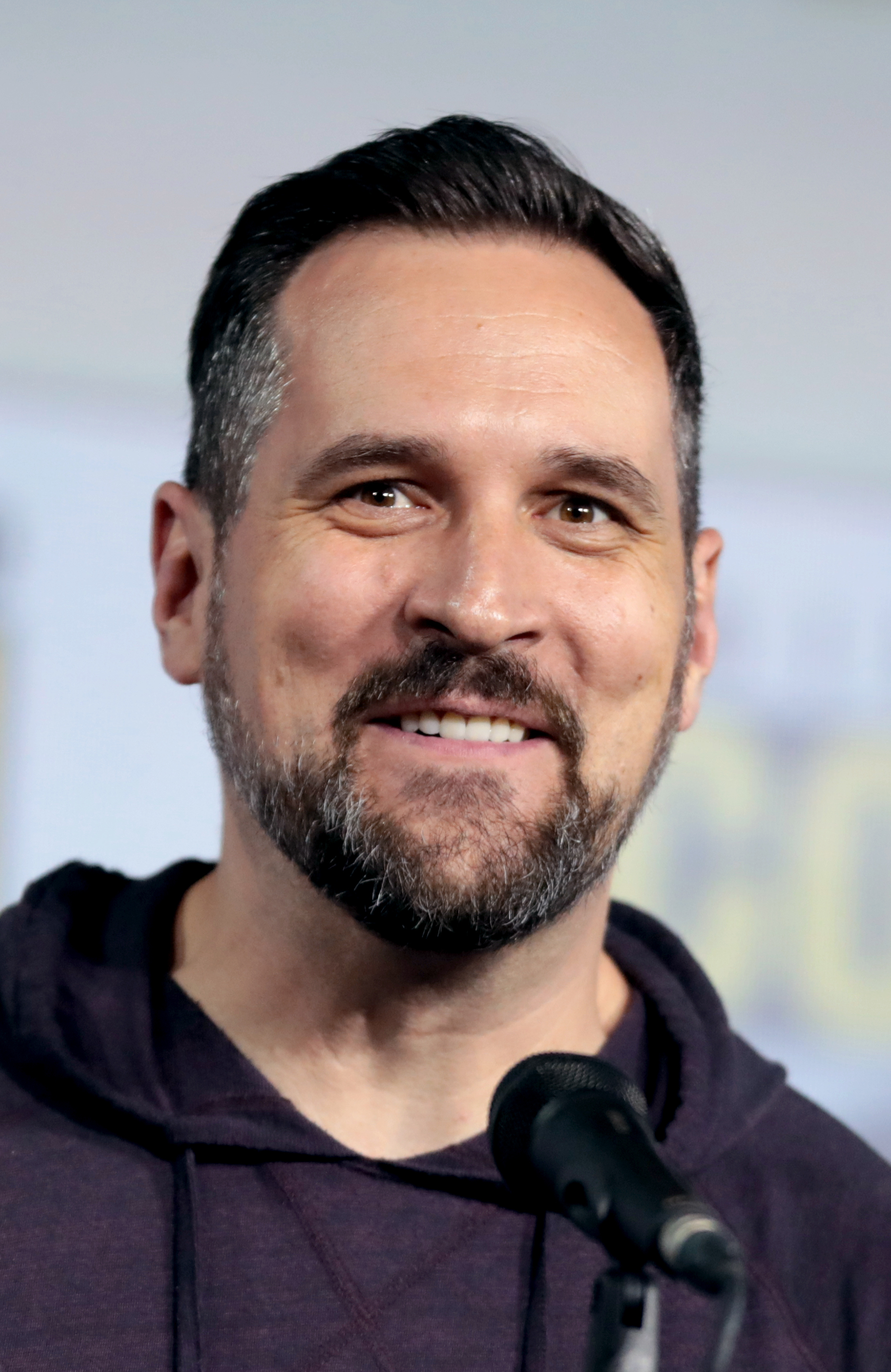

트라비스 윌링햄(Travis Hampton Willingham, 1981년 8월 3일 ~ )은 미국의 배우, 텔레비전 배우, 성우이다.
댈러스에서 태어났다.

## 영화
- 리틀 프린세스 소피아: 엘레나와 비밀의 아발로 왕국 (2016년) - 롤랜드 목소리 역
- 피닉스 라이트 사건 (2015년)
- 레고 배트맨 : 더 무비 - DC 수퍼히어로즈 유나이트 (2013년) - 수퍼맨 목소리 역
- 리틀 프린세스 소피아 : 소피아 공주되다 (2012년) - 롤란드 왕 목소리 역
- 스트리트 파이터 4 (2009년)
- 퍼펙트 겟어웨이 (2009년)
- 피니시 라인 (2008년)
- 가디언 (2006년)
- 강철의 연금술사 - 샴발라를 정복한 자 (2005년)
- 블랙 호크 다운 - 에스케이프 (2003년)
- 세컨핸드 라이온스 (2003년)
- 명탐정 코난 (1996년)
- 드래곤 볼 Z (1989년)